# Ferrari F300
Ferrari F300 byl automobil Formule 1 zkonstruovaný Rory Byrnem pro mistrovství světa v roce 1998 pro tým Ferrari. Byl poháněn motorem 3.0 V10 a zkonstruován kolem užší stopy tak, jak to nařizovala FIA v sérii změn v pravidlech pro tuto sezónu.

## Kompletní výsledky Formule 1
(výsledky tučně zobrazují pole position; výsledky v kurzívě zobrazují nejrychlejší kolo)
| Rok  | Tým              | Motor           | Pneumatiky | Jezdci     | 1   | 2   | 3   | 4   | 5   | 6   | 7   | 8   | 9   | 10  | 11  | 12  | 13  | 14  | 15  | 16  | Body | MS |
| ---- | ---------------- | --------------- | ---------- | ---------- | --- | --- | --- | --- | --- | --- | --- | --- | --- | --- | --- | --- | --- | --- | --- | --- | ---- | -- |
| 1998 | Scuderia Ferrari | Ferrari 047 V10 | G          |            | AUS | BRA | ARG | SMR | ESP | MON | CAN | FRA | GBR | AUT | GER | HUN | BEL | ITA | LUX | JPN | 133  | 2. |
| 1998 | Scuderia Ferrari | Ferrari 047 V10 | G          | Schumacher | Ret | 3   | 1   | 2   | 3   | 10  | 1   | 1   | 1   | 3   | 5   | 1   | Ret | 1   | 2   | Ret | 133  | 2. |
| 1998 | Scuderia Ferrari | Ferrari 047 V10 | G          | Irvine     | 4   | 8   | 3   | 3   | Ret | 3   | 3   | 2   | 3   | 4   | 8   | Ret | Ret | 2   | 4   | 2   | 133  | 2. |